# RNA polimerase DNA-dependente

Elongamento de uma cadeia de RNA sob ação de uma RNA polimerase DNA dependente. Nesta reação, DNA é utilizado como molde para a síntese de RNA.

RNA polimerase DNA dependente (RpDd) é uma enzima que catalisa as reações de iniciação, elongamento e terminação relativas à síntese de moléculas de RNA, a qual utiliza como molde moléculas de DNA. A RNA polimerases de eucariotos (RNA polimerase I, RNA polimerase II e RNA polimerase III) são exemplos de RNA polimerases DNA dependentes.